# Wola Wadowska (gromada)
Wola Wadowska – dawna gromada, czyli najmniejsza jednostka podziału terytorialnego Polskiej Rzeczypospolitej Ludowej w latach 1954–1972.
Gromady, z gromadzkimi radami narodowymi (GRN) jako organami władzy najniższego stopnia na wsi, funkcjonowały od reformy reorganizującej administrację wiejską przeprowadzonej jesienią 1954 do momentu ich zniesienia z dniem 1 stycznia 1973, tym samym wypierając organizację gminną w latach 1954–1972.
Gromadę Wola Wadowska z siedzibą GRN w Woli Wadowskiej utworzono – jako jedną z 8759 gromad na obszarze Polski – w powiecie mieleckim w woj. rzeszowskim na mocy uchwały nr 28/54 WRN w Rzeszowie z dnia 5 października 1954. W skład jednostki weszły obszary dotychczasowych gromad Wola Wadowska, Kosówka, Zabrnie i Wierzchowiny (bez przysiółka Smyków) ze zniesionej gminy Wadowice Górne w tymże powiecie. Dla gromady ustalono 16 członków gromadzkiej rady narodowej.
30 czerwca 1960 do gromady Wola Wadowska włączono przysiółek Smyków z gromady Podborze w tymże powiecie.
31 grudnia 1961 gromadę zniesiono, włączając jej obszar do gromady Wadowice Górne w tymże powiecie.